# 员村站
員村站是廣州地鐵5號線和11號線的换乘车站，位于中国广东省廣州市天河區規劃花城大道东延線員村二横路口的地底。车站於2009年12月28日随5号线通车而啟用，2019年12月20日随21號線剩余段开通而启用现11号线车站部分而成為換乘站，并于2024年12月28日随11号线开通而改屬11號線。

## 车站結構
员村站目前分为两个站体：位于规划花城大道东延线的5号线车站，以及位于员村二横路西侧的11号线车站。两线站体大致成倒“T”字型，站体间通过地下一层的站厅接口相连。车站周边為員村二橫路以及附近建築。
两线车站均主要使用玻璃幕板裝修。5号线车站配色为黄色，并与5号线其它明挖车站一样，墙面和柱体下方另外使用玻璃仿马赛克砖装饰；11号线车站部分由於與21号线同期興建，故采用21号线一般地下站使用的深蓝色配色及天花吊顶装饰。

### 5号线樓層
5号线站体部分共有两層。地面为车站各出入口；地下一層為站廳，并与11号线上层站厅连通；地下二層為5號線月台及设备区。
| 地下一层 | 5号线站廳 | 售票機、客服中心、警务室、安检设施 前往 █11号线 上层站厅 |  |  |
| 地下二层 | 2 站台    | █5号线 滘口方向（下站：潭村）                            |  |  |
|          | 岛式站台  |                                                          |  |  |
|          | 1 站台    | █5号线 黄埔新港方向（下站：科韵路）                      |  |  |
|          | 设备区    | 车站设备                                                 |  |  |

### 11号线樓層
11号线站体部分共有四層。地面为车站各出入口；地下一層為上层站厅，并与5号线站厅连通；地下二層為下层站厅；地下三层为设备层，地下四层为11号线站台。
| 地下一层 | 11号线 上层站廳            | 售票機、客服中心、商店、安检设施 前往 █5号线 站厅 |  |  |
|          | A口平台层                  | 安检设施 来往A出入口及下层站厅                    |  |  |
| 地下二层 | 11号线 下层站廳            | 售票機、客服中心                                  |  |  |
| 地下三层 | 设备区                     | 车站设备                                          |  |  |
| 地下四层 | 4 站台                     | █11号线 内环方向（下站：琶洲）                    |  |  |
|          | 岛式站台（卫生间、母婴室） |                                                   |  |  |
|          | 3 站台                     | █11号线 外环方向（下站：天河公园）                |  |  |

### 站厅及换乘
员村站分别设有5号线站厅以及11号线的两层站厅。其中5号线站厅设于地下一层，11號線站廳分别設於地下一层（上层）和二層（下层）。
为了方便乘客两线换乘及行人进出，5号线站厅中间南侧及11号线两层站厅的北侧均划分为收费区，两线站厅的收费区在地下一层连通，方便乘客进行两线换乘。其中11号线两层站厅非付费区通过F出入口通道旁的楼梯和扶手电梯连接。
5号线站厅设有3条扶手电梯，1组楼梯以及1台专用电梯专用电梯供乘客前往5号线站台。而11号线在上层站厅北侧设有3条扶手电梯以直达地下四层的11号线站台，南侧则设有3条扶手电梯以及1条楼梯前往下层的站厅；下层站厅则设有多條扶手电梯以及1台专用电梯和楼梯供乘客前往11号线站台。
因车站设计限制，11号线车站无法设置连通两层站厅至站台的专用电梯，因此轮椅人士如需乘坐专用电梯换乘5号线，则需要向车站工作人员求助，以便转乘付费区外连通E出入口的升降机前往11号线上层站厅以换乘5号线。
5号线和11号线站厅均設有自动售票機及智能客務中心。以及设有便利店等商店和自动售卖机等自助服务设施。

### 月台

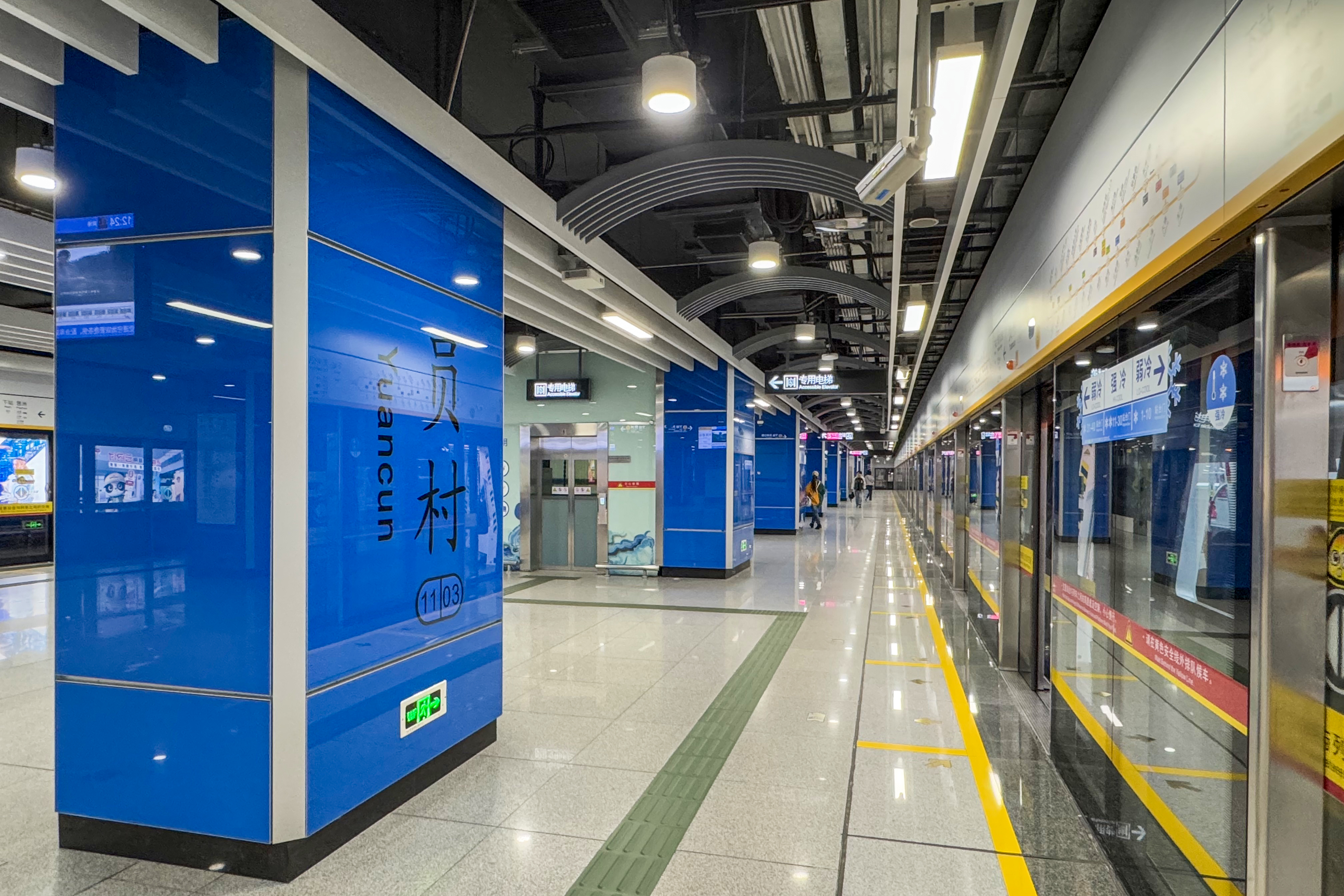
3号站台（11号线外环方向）

本站5号线和11号线各自设有一个島式月台，其中5号线在上層，11号线在下層。5号线站台位於規劃的花城大道東延線的地下，11号线则位于员村二横路西侧地底。
本站的卫生间以及母婴室设于11号线站台往琶洲方向的一端。
另外，11号线在站台南端设有一条存车线，由于本站曾借予21号线作为其南端终点站，21号线所有列车曾通过该存车线进行站后折返。

### 出入口
员村站目前共设有6个出入口供乘客进出。初期车站启用时设有3个出入口，其中D出入口于2018年启用。21号线开通后，新增3个出入口，并开放重置后的A出入口，后续B出入口亦新增设通往21号线（现为11号线）上层站厅的联络通道。
|                                                             |                                                           |      |            |                                                            |
|                                                             |                                                           |      |            |                                                            |
| 編號                                                        | 设施                                                      | 照片 | 出口指示   | 建議前往的目的地                                           |
| 5号线站廳                                                   |                                                           |      |            |                                                            |
| B                                                           | 盲道标志 · 轮椅升降台标志 · 无障碍通道标志 · 扶手电梯标志 |      | 員村二橫路 | 程界西（地铁员村站）公交车站（北行）                       |
| C                                                           | 盲道标志                                                  |      | 員村二橫路 | 员村三横路、員村新街、员村工人文化宫、中山大学附属第六医院 |
| D                                                           |                                                           |      | 員村二橫路 | 程界西（地铁员村站）公交车站（南行）                       |
| 11号线站廳                                                  |                                                           |      |            |                                                            |
| A                                                           | 盲道标志 · 升降机标志 · 无障碍通道标志 · 扶手电梯标志     |      | 員村二橫路 | 临江大道                                                   |
| E                                                           | 盲道标志 · 升降机标志 · 无障碍通道标志                    |      | 員村二橫路 |                                                            |
| F                                                           | 扶手电梯标志                                              |      | 員村二橫路 |                                                            |
| 註： 設有 \| 設有 \| 設有 \| 設有輪椅升降台 \| 設有扶手電梯 |                                                           |      |            |                                                            |

## 接驳交通
员村站设有程界西（地铁员村站）公交车站供乘客接驳。
| 普通巴士线路 \| 编号 \| 编号 \| 线路 \| 线路 \| 线路 \| 收费 \| 备注 \| \| ---- \| ----- \| -------------- \| ---- \| -------------- \| ---- \| ------------ \| \| \| 40 \| 东山（署前路） \| ⇆ \| 广医附属中医院 \| 2元 \| \| \| \| 44 \| 珠江医院 \| ⇆ \| 车陂 \| 3元 \| \| \| \| 284 \| 员村（绢麻厂） \| ⇆ \| 广园新村 \| 2元 \| \| \| \| 293 \| 华景新城 \| ⇆ \| 广卫路 \| 2元 \| \| \| \| 299 \| 昌岗路 \| ⇆ \| 员村（绢麻厂） \| 2元 \| \| \| \| 771 \| 车陂 \| ⇆ \| 东方二路 \| 2元 \| \| \| \| 夜132 \| 珠江嘉苑 \| ↻ \| 珠江嘉苑 \| 3元 \| 28路附属线路 \| |       |                |      |                |      |              |
| 编号 | 编号  | 线路           | 线路 | 线路           | 收费 | 备注         |
| | 40    | 东山（署前路） | ⇆    | 广医附属中医院 | 2元  |              |
| | 44    | 珠江医院       | ⇆    | 车陂           | 3元  |              |
| | 284   | 员村（绢麻厂） | ⇆    | 广园新村       | 2元  |              |
| | 293   | 华景新城       | ⇆    | 广卫路         | 2元  |              |
| | 299   | 昌岗路         | ⇆    | 员村（绢麻厂） | 2元  |              |
| | 771   | 车陂           | ⇆    | 东方二路       | 2元  |              |
| | 夜132 | 珠江嘉苑       | ↻    | 珠江嘉苑       | 3元  | 28路附属线路 |

## 利用状况

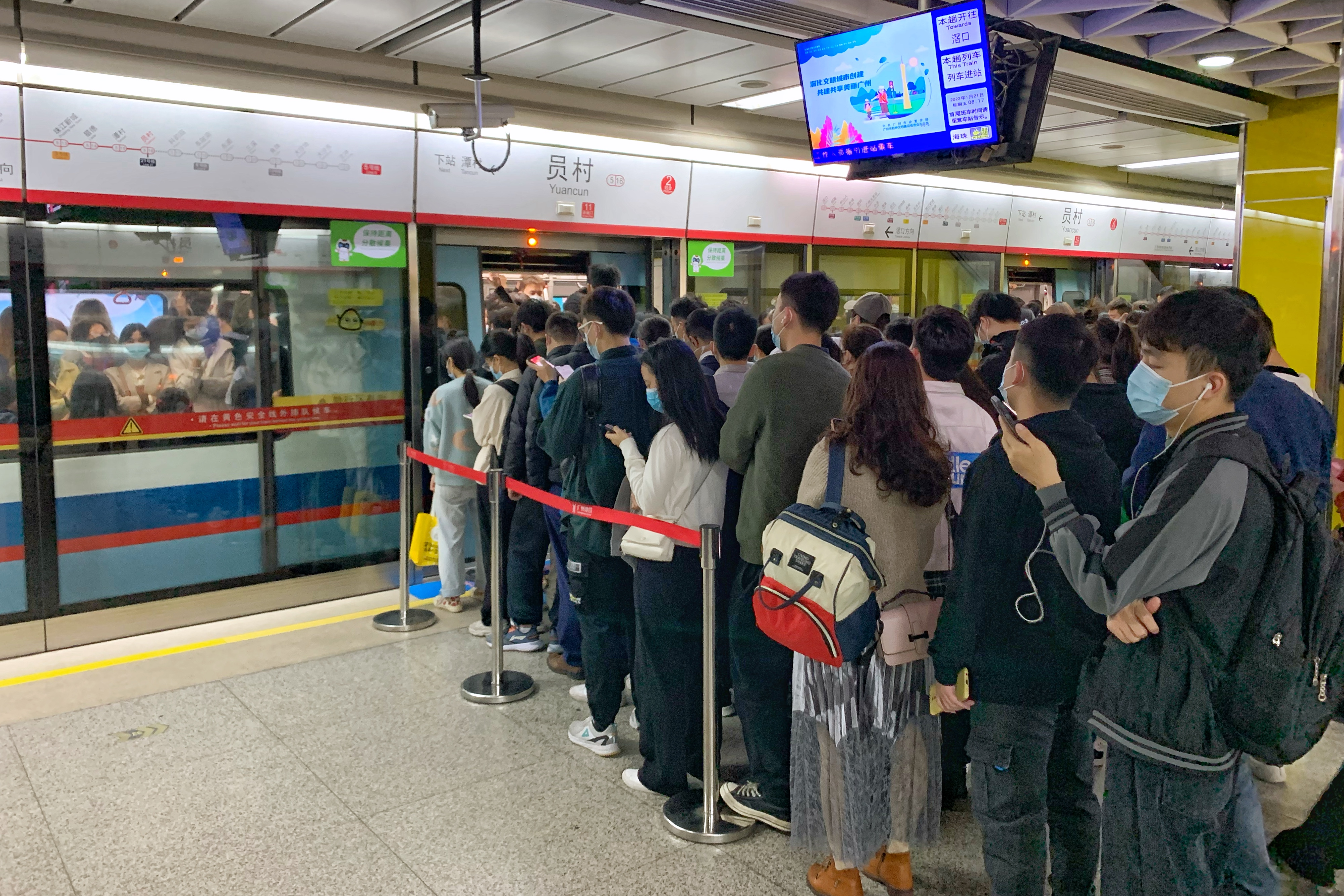
早高峰时期的2站台（2022年1月）

员村站周边有多个住宅小区及自然村，附近亦有多所中小学校，所以车站平日有较多的出入闸客流。21号线后通段开通后，本站成为5号线和21号线的换乘车站，吸引了大量乘客在此站换乘，使得车站高峰时期变得更为拥挤，亦加剧了5号线的客运压力；在此期间，车站每逢工作日早晚高峰时段会采取客流控制措施。
21号线于2024年10月2日开始截短至天河公园后，本站高峰期拥堵情况大大缓解；11号线等新线开通后，地铁方面再将本站的客控措施取消。

## 历史

### 规划
员村站最早於1997年的《廣州市城市快速軌道交通線網規劃研究（最終報告）》中出现，當時的3號綫设有本站，位置与现时基本一致。然後於2003年方案中，原3號綫易名为5号线，仍设置本站，并基本落实兴建。後來在2008年方案中，當時规划为環線的「8號線」亦經過本站，成為與5號線的其中一個換乘站。其後在2010年規劃中，環線改為完全新建，編號亦調整為11號線。車站成為5號線與11號線的其中一個換乘站。
在21號線進一步設計時，考慮到21號線通車時，終點站天河公園站的11號線和13號線仍未建成開通，令21號線抵達終點時成為「斷頭路」。故此讓21號線暫時借用11號線的天河公園站至本站的一段，令21號線可以與5號線交匯，更好地接入線網。待11號線全線建成前夕，再把該段拆離21號線，歸還給11號線運營。

### 建设

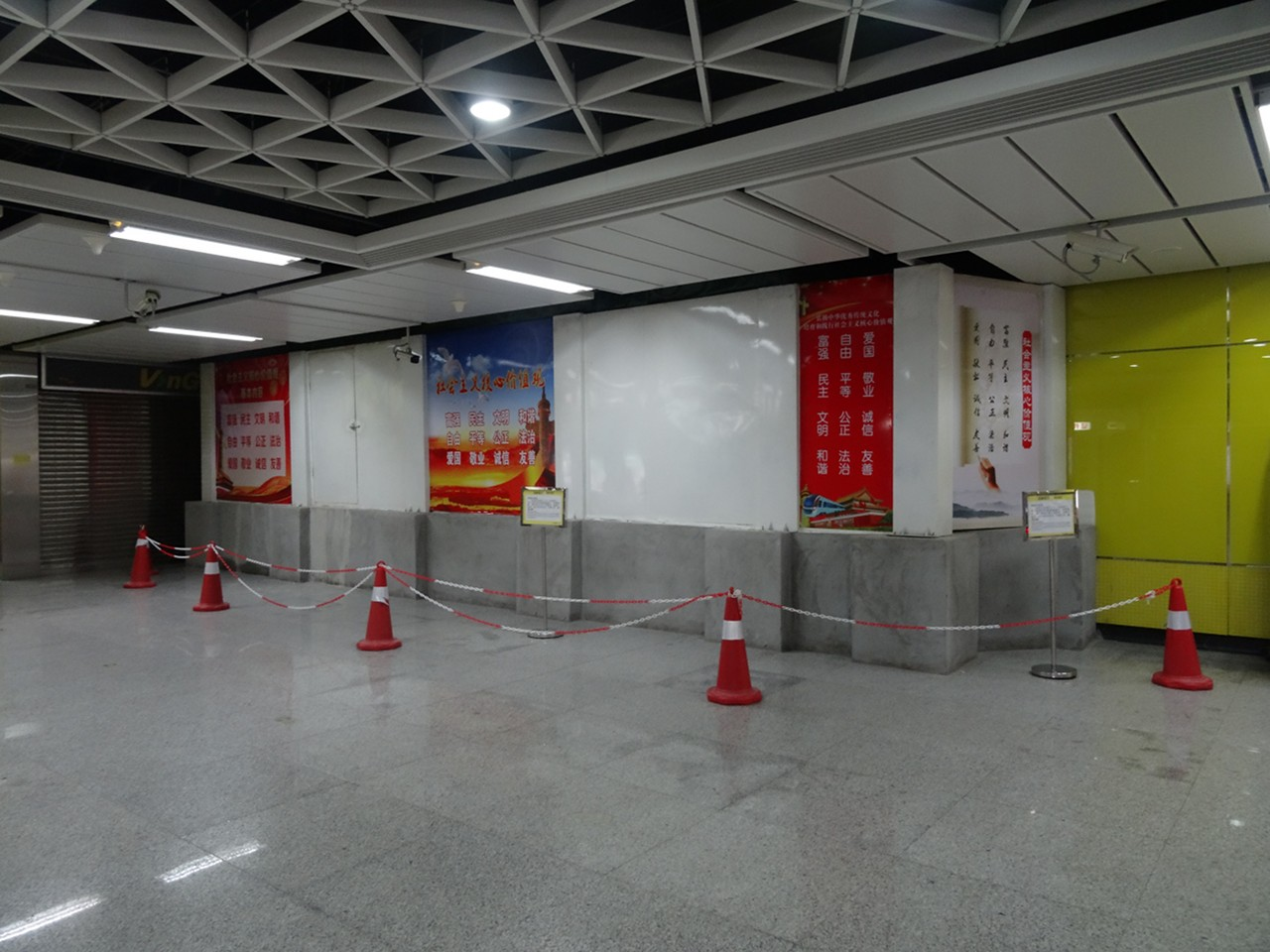
5号线站厅一侧围蔽范围正进行21号线工程

5號線员村站在2006年正式动工；2009年6月28日，本站三权正式移交营运事业总部；2009年12月28日，5号线正式开通运营，本站正式启用。
2013年12月20日，二十一号线员村站开工，是二十一号线首个开工的车站。因应21号线车站建设，5号线站厅原有的付费区由原来的北侧改为南侧，同时拆卸5号线站厅的商店，以及重置警务室。2018年7月，21号线车站主体结构封顶。2018年12月6日，为配合21号线施工，原位于D口附近的A口封闭。
2019年12月20日，本站21号线车站部分随21号线后通段开通而启用，车站编号同时获编为「21-01」；早前关闭的A口已被重置于员村二横路东侧靠近石东小学旁，并于同日开通。
本站21号线部分在建设时直接建成一个能够容纳8节编组A型车（11号线使用车型）停靠的站台。由于21号线自身使用6节编组B型车，因此站台屏蔽门按照6B编组列车安装，多出来的长度则直接以玻璃板假墙暂时封闭。进行拆解改造工程期间，站台原有的6B编组屏蔽门和玻璃板假墙均被拆卸，並安装8A编组适用的屏蔽门。同時，21號線站台、折返線以及本站至天河公園站一段亦已預先安裝11號線所需的接觸網，进行拆解改造工程时，该区间的第三轨被拆除，同时更换上11号线使用的信号系统。
随着11号线即将通车，2024年10月2日，21号线拆解工程启动，本站21号线站体部分（3-4站台、站厅及A、E、F出入口）暂停开放，直到同月月底，站体改造工程完工并完成三权移交。2024年12月28日，原属21号线站体部分移交后随11号线开通而恢复使用，该部分的车站编号亦跟随11号线开通而变更为「11-03」。

### 运营
2022年年末疫情期间，本站曾受防控措施影响，于11月26日至11月30日下午暂停进出站，仅保留站内换乘服务。